# Customer relationship management
In economia aziendale, la gestione delle relazioni con i clienti, nota comunemente come customer relationship management (in sigla CRM), è un approccio strategico che integra tecnologie, processi e analisi dei dati per ottimizzare le interazioni di un'organizzazione con i suoi clienti. Questo sistema sfrutta grandi quantità di informazioni raccolte da vari punti di contatto, tra cui il sito web aziendale, telefono, e-mail, chat, materiali di marketing e social media, per:
1. Migliorare la soddisfazione del cliente
2. Personalizzare l'esperienza d'acquisto
3. Aumentare la fidelizzazione
4. Ottimizzare i processi aziendali
5. Supportare decisioni basate sui dati

L'obiettivo principale del CRM è permettere alle aziende di mantenere un contatto continuativo con i propri clienti, analizzando efficacemente il loro comportamento, anticipando le loro esigenze e sviluppando strategie mirate. Questo approccio mira a incrementare le vendite, la redditività a lungo termine e a migliorare la relazione complessiva con il cliente.
In un'impresa "market-oriented", il mercato non è più rappresentato solo dal cliente, ma dall'intero ambiente circostante. L'azienda deve stabilire relazioni durevoli sia a breve che a lungo termine, considerando i valori dell'individuo/cliente, della società e dell'ambiente. Questa attenzione verso il cliente diventa cruciale e determinante per il successo aziendale..
Il marketing management, di conseguenza, deve pianificare e implementare opportune strategie per gestire questa risorsa fondamentale. Il CRM si configura quindi come uno strumento essenziale per le aziende moderne, consentendo loro di adattarsi alle esigenze di un mercato in continua evoluzione e di costruire relazioni solide e durature con la propria clientela.

## Descrizione
Il CRM si spinge sostanzialmente secondo quattro direzioni differenti e separate:
1. Il mantenimento dei propri clienti
2. l'aumento delle relazioni con i clienti più importanti (o "clienti coltivabili")
3. la fidelizzazione più longeva possibile dei clienti che hanno maggiori rapporti con l'impresa (definiti "clienti primo piano")
4. la trasformazione degli attuali clienti in procuratori, ossia consumatori che lodano l'azienda incoraggiando altre persone a rivolgersi alla stessa per i loro acquisti

Alcune aziende cercano di non tenere conto di clienti che hanno poca importanza (definiti in gergo "clienti sotto-zero") e attuano delle implicite tecniche definite, sempre gergalmente, come "demarketing".
Esistono quattro tipi di CRM:
1. CRM operativo: soluzioni metodologiche e tecnologiche per automatizzare i processi di business che prevedono il contatto diretto con il cliente;
2. CRM analitico: procedure e strumenti per migliorare la conoscenza del cliente attraverso l'estrazione di dati dal CRM operativo, la loro analisi e lo studio revisionale sui comportamenti dei clienti stessi;
3. CRM collaborativo: metodologie e tecnologie integrate con gli strumenti di comunicazione (telefono, fax, e-mail, ecc.) per gestire il contatto con il cliente;
4. CRM strategico[6]: si basa sullo sviluppo di una cultura aziendale che si prefigge come obiettivo quello di conquistare e mantenere clienti ad alta profittabilità.

L'errore più comune in cui ci si imbatte quando si parla di customer relationship management è quello di equiparare tale concetto a quello di un software. Il CRM non è una semplice questione di marketing né di sistemi informatici bensì si avvale, in maniera sempre più massiccia, di strumenti informatici o comunque automatizzati, per implementare il management. Il CRM è un concetto strettamente legato alla strategia, alla comunicazione, all'integrazione tra i processi aziendali, alle persone ed alla cultura, che pone il cliente al centro dell'attenzione sia nel caso del business-to-business sia in quello del business-to-consumer.
Le applicazioni CRM servono a tenersi in contatto con la clientela, a inserire le loro informazioni nella propria banca dati e a fornire loro modalità per interagire in modo che tali interazioni possano essere registrate e analizzate.
Prima di seguire la strada del CRM ogni azienda deve essere consapevole che:
- bisogna investire prima in strategia, organizzazione e comunicazione, solo dopo nella tecnologia. La scelta del software non ha alcun effetto sulla probabilità di successo. Ciò non implica che i software siano tutti uguali, ma significa solo che nessun software porterà al successo un progetto sbagliato.
- il CRM è adatto sia a quelle aziende che cercano un ritorno sull'investimento (ROI) veloce sia a quelle che curano il processo di fidelizzazione e l'aumento del lifetime value (LTV) dei clienti che richiede del tempo.

### Vantaggi del CRM
- I contatti dei clienti vengono gestiti in maniera più avanzata
- Si ha una maggiore collaborazione tra i vari "team"
- Aumentando le interazioni con i clienti si può osservare anche un aumento della produttività aziendale
- Si riesce ad avere una migliore gestione delle vendite
- Grazie ai molti dati disponibili è possibile prevedere in maniera sempre più accurata anche le previsioni di vendita
- Aumentare la collaborazione ed i rapporti con i clienti porta ad un aumento della soddisfazione e fidelizzazione dei clienti stessi
- Talvolta si può notare anche un aumento del ROI del marketing[7]

### Strumenti a disposizione di un'impresa CRM Oriented
Innanzitutto occorre tenere presente che esistono differenti strumenti e diversi livelli di integrazione per quanto riguarda i sistemi di CRM. Un ottimo sistema CRM comprende una serie di infrastrutture sia a livello di front office (nella relazione con l'esterno vera e propria), sia a livello di back office, per analizzare e misurare dati e i risultati raggiunti, però altrettanto vero è che per cercare una relazione con il proprio cliente non occorrono sempre software complicati.
Molti sono gli strumenti a disposizione delle singole imprese al fine di instaurare con il cliente un rapporto individuale, ad esempio:
- chat online;
- forum di discussione;
- una banca dati contenente le risposte alle domande più frequentemente poste dagli utenti (FAQ);
- un indirizzo di posta elettronica a cui rivolgersi;
- servizi informativi forniti anche su altri strumenti (come SMS da inviare al proprio cellulare, o l'utilizzo della tecnologia WAP)
- ticket on-line per la segnalazione di problemi o per la richiesta di assistenza;
- tracciamento interno di ogni comunicazione "da" e "per" il cliente;
- preventivi e fatture rivolte al cliente;
- storia dei pagamenti effettuati dal cliente;
- analisi della navigazione, per utenti profilati, con l'ausilio di web analyzer;
- social network.

Gli strumenti a disposizione sono tanti; inoltre Internet e gli strumenti che offre possono essere considerati un valido ed essenziale completamento per instaurare e migliorare il rapporto con la propria clientela; importante è individuare quali, fra tanti, l'impresa reputi i migliori strumenti per la propria clientela.
Inoltre non bisogna dimenticare che necessari non sono solo gli investimenti inerenti alla tecnologia, ma soprattutto quelli in termini di risorse umane. È vero che la gestione delle informazioni viene automatizzata, ma è anche vero che la componente umana resta un elemento determinante.

### Componenti di una strategia CRM
Le componenti strutturali di una strategia CRM sono:
- Analisi e gestione della relazione con i clienti: contatto con i clienti e analisi dei bisogni attraverso molteplicità di strumenti come mailing, lettere, telefonate, SMS, eccetera. Il contatto è fondamentale se si vuole mappare ogni singolo cliente per poi organizzare tutte le informazioni raccolte in un database strutturato. Queste informazioni sono preziose in quanto permettono di conoscere, e, se possibile, anticipare le esigenze del cliente.
- Lo sviluppo di contenuti e servizi personalizzati: i dati raccolti vengono gestiti per elaborazioni statistiche utili a segmentare i clienti in specifiche scale. Una volta organizzati, è possibile procedere con l'analisi dei dati per sviluppare una comunicazione e un'offerta commerciale e personalizzata.
- L'infrastruttura informatica: attivazione, tramite attività di implementazione, di strumenti informatici che aiutano in questo processo di gestione del cliente.

## Implementazione CRM
L'implementazione CRM è la realizzazione di tutte le operazioni che consentono l'adozione di un Customer relationship management in un'azienda, a livello organizzativo, applicativo e di marketing.

### Fasi di implementazione di un CRM
Per l'implementazione di un progetto di “Customer Relationship Management” si adotta, secondo la metodologia di miglioramento continuo, l'approccio PLAN (obiettivi e pianificazione) – DO (implementazione) – CHECK (verifica dei risultati raggiunti) – ACT (azioni correttive).
Le fasi principali e consigliate, sono le seguenti:
- Fase 1: Proposta e definizione degli obiettivi
- Fase 2a: Analisi processi e attività operative
- Fase 2b: Valutazione e scelta delle alternative
- Fase 3: Installazione e implementazione
- Fase 4: Ottimizzazione e verifiche

### La prassi di implementazione "applicativa", utilizzata per implementazioni di CRM
Esistono soluzioni di CRM erogate in ASP (Application Service Provisioning), che richiedono un tempo limitato per la configurazione: i servizi vengono erogati direttamente attraverso il browser.
Nel caso di un'installazione onsite (presso la sede/data center del cliente), esistono applicativi di CRM che sono semplici da installare e richiedono esclusivamente requisiti server Open Source.
In altri casi, ci sono CRM che sono dotati addirittura di supporti software ed altra documentazione dettagliata. Tale documentazione si rivolge all'amministratore di sistema ed è basata sul presupposto che tutte le organizzazioni in cui viene implementato il software di CRM dispongano dei servizi di un fornitore di software indipendenti (ISV, Independent Software Vendor) o di un rivenditore a valore aggiunto (VAR, Value-Added Re-seller).
Riportiamo qui di seguito un esempio d'implementazione per un CRM con budget dai 5 ai 10000 € (per i soli costi di licenze, canoni, ecc.). In questo contesto più che un acquisto di un applicativo di CRM (o una o più delle sue componenti di LOB/Line of Business), possiamo parlare di moduli singoli, con caratteristiche prevalentemente operative e di gestione di canale.
- FASE 0: Ricerca applicativo, visualizzazione demo e trattativa di acquisto

effettuata dal cliente sulla base delle sollecitazioni provenienti dai vendor (fornitori di applicativi di CRM)
In questo caso si potrebbe prefigurare una non piena consapevolezza (strategica, di orientamento al cliente, ecc.), da parte dell'azienda, ma solamente una o più esigenze di tipo funzionale/operativo (gestione assistenza post vendita, gestione di DEM - Direct e-Mail Marketing, necessità di un Customer DataBase, ecc.)
- FASE 1: Attivazione

Attivazione del prodotto/applicativo, in questa fase il cliente, avendo un approccio operativo, essendo stato approcciato e convinto dal vendor che i suoi problemi/esigenze potevano essere risolti/tradotti in funzionalità (soluzioni = funzionalità), si concentra sull'attivazione e sul primo utilizzo delle funzionalità/moduli acquistate.
È importante che nella fase di attivazione sia nominato un responsabile dell'implementazione interno che faccia da riferimento al fornitore.
Nel caso di un'installazione onsite (presso la sede/data center del cliente), occorre che vengano rispettati i requisiti server, dei sistemi informativi e degli applicativi e/o database richiesti.
- FASE 2: Personalizzazione

Il prodotto/applicativo di CRM, in molti casi, per poter diventare pienamente operativo deve essere personalizzato attraverso:
Importazione di dati (clienti, prodotti, ecc.), setup iniziale, definizione utenti, permessi, ecc.
Interfacciamento o integrazione con database e/o applicativi esistenti (es.: fax, Outlook/e-mail, Gestionali/ERP - Enterprise Resource Planning, ecc.)
- FASE 3: Test di efficienza e di interoperabilità

Vengono testate o quanto meno provate l'efficienza delle funzionalità ed i processi che sono interessati del CRM (es.: la trascrizione delle offerte, in caso di SFA - Sales Force Automation, e la loro importazione nel gestionale come ordini, l'importazione dei dati da Outlook o da OWA - Outlook Web Access, ecc.)
- FASE 4: Formazione

Effettuata dal fornitore al responsabile dell'implementazione interno
- FASE 5: Richiesta e implementazione di moduli aggiuntivi

In un secondo tempo, il cliente, una volta soddisfatte le aspettative iniziali, potrebbe richiedere nuovi moduli che devono essere implementati.

## Il trattamento dei dati di CRM in seguito al GDPR
Il trattamento dei dati nel CRM riguarda interamente il ciclo di vita dei dati personali degli utenti, dalla fase di raccolta a quella di utilizzo. Per questo motivo, l'attività di CRM potrebbe apparire contrastante con il concetto di privacy.
Infatti, la protezione dei dati degli utenti ha sempre costituito una sfida per le aziende, ma in seguito all'entrata in vigore della normativa europea del GDPR, si rivela ancor più essenziale allineare le iniziative di CRM con i requisiti da essa imposti. Inoltre, il mancato rispetto della normativa da parte delle aziende non allineate con i dettami, comporta sanzioni significative.
Secondo l'Osservatorio di Omnichannel e Customer Experience del Politecnico di Milano, l'attuale gestione del CRM è ancora in forte contrasto con i vincoli del GDPR, di conseguenza è necessario adottare nuovi schemi che garantiscano il rispetto della normativa. La nuova visione dovrebbe seguire, fra altre, le seguenti indicazioni:
- i dati dovrebbero essere raccolti in maniera lecita e trasparente;
- le fonti dei dati dovrebbero essere verificate;
- la durata delle tempistiche di gestione e conservazione dei dati dovrebbe essere monitorata;
- le finalità del trattamento dei dati dovrebbero essere adeguate e limitate.[9]